# Камйонна (Великопольське воєводство)
Камйонна (пол. Kamionna, нім. Kähme) — село в Польщі, у гміні Мендзихуд Мендзиходського повіту Великопольського воєводства.
Населення — 521 особа (2011).

## Демографія
Демографічна структура станом на 31 березня 2011 року:
|          | Загалом | Допрацездатний вік | Працездатний вік | Постпрацездатний вік |
| -------- | ------- | ------------------ | ---------------- | -------------------- |
| Чоловіки | 258     | 51                 | 186              | 21                   |
| Жінки    | 263     | 51                 | 153              | 59                   |
| Разом    | 521     | 102                | 339              | 80                   |